# Blauer Gulden

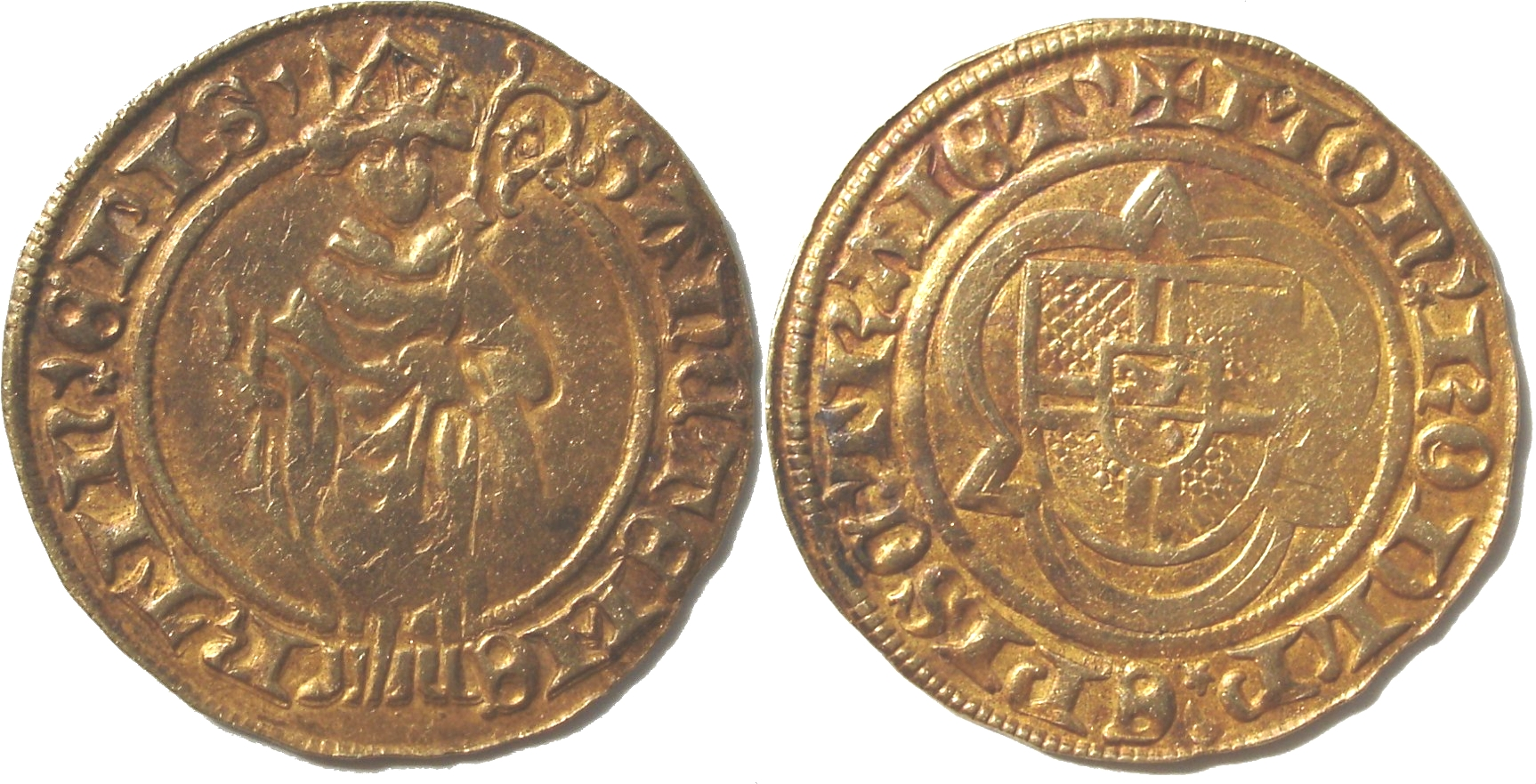
Goldgulden des Herzogs Rainald von Geldern

Blauer Gulden (niederländisch blauwe gulden) ist ein Sammelbegriff für unterwertige  Goldmünzen aus den Niederlanden.
Der nur 12-karätige Goldgulden unter Herzog Rainald von Geldern (1401–1423) erreichte nicht mehr als zwei Drittel des Feingehalts des Rheinischen Guldens, der anfänglich 23 und später immerhin noch 19 Karat Gold enthielt. Die Verspottung, die dem geldrischen Goldgulden deshalb von der Bevölkerung entgegengebracht wurde, ging danach auf die sogenannten Postulatsgoldgulden, Hoornsgulden und Knappkuchen (Knappkoek) über, die nur noch die Hälfte des Feingehalts des Rheinischen Guldens erreichten.

Das Wort blauer Gulden kommt vom niederländischen blauwe gulden, im abwertenden Sinn von iets blauw laten. Dies bedeutet ins Deutsche übertragen: etwas auf sich beruhen lassen, jemandem blauen Dunst vormachen oder einfach blau machen.